# Črni Kriš
Črni Kriš (romunsko Crișul Negru, madžarsko Fekete-Körös) je reka, ki teče po romunski Transilvaniji in po jugovzhodu Madžarske. Skupaj z Belim Krišem tvori novo reko Kriš (madž. Körös).